# Municipal Buildings (Port Glasgow)

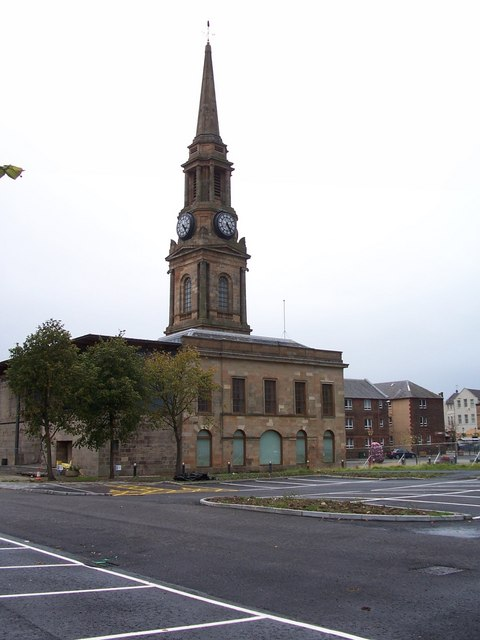
Blick von der Greenock Road aus nordöstlicher Richtung

Die Municipal Buildings von Port Glasgow beherbergten bis zur Regionalisierung der Verwaltungsstruktur die Stadtverwaltung der schottischen Stadt Port Glasgow in Inverclyde. 1971 wurde das Bauwerk in die schottischen Denkmallisten in der Kategorie B aufgenommen. Die Hochstufung in die höchste Kategorie A erfolgte 1990. Heute ist in dem Gebäude eine Bibliothek untergebracht. Weitere Räume werden für Veranstaltungen und Ausstellungen genutzt.

## Beschreibung
Die Municipal Buildings liegen im Stadtzentrum zwischen der Greenock Road, auf welcher die A8 durch Port Glasgow verläuft, und der Bay Street. Der Bau wurde im Jahre 1815 begonnen und im darauffolgenden Jahr abgeschlossen. Als Architekt zeichnet David Hamilton für den Entwurf verantwortlich. An der nordwestexponierte Frontseite des zweistöckigen, klassizistischen Bauwerks tritt ein Portikus mit vier dorischen Säulen hervor. Darüber ragt ein 46 m hoher, spitzer Turm auf.